# Philodendron perplexum
Philodendron perplexum är en kallaväxtart som beskrevs av George Sydney Bunting. Philodendron perplexum ingår i släktet Philodendron och familjen kallaväxter. Inga underarter finns listade.